# 425 a. C.
El año 425 a. C. fue un año del calendario romano prejuliano. En el Imperio romano se conocía como el Año del Tribunado de Atratino, Medulino, Cincinato y Barbado (o menos frecuentemente, año 329 Ab urbe condita). 

## Acontecimientos
- Culmina la redacción del Pentateuco, los cinco primeros libros de la Biblia (Génesis, Éxodo, Levítico, Números y Deuteronomio). En el judaísmo corresponden a la Torá.[1]
- En Atenas continúan apareciendo casos de la plaga de Atenas (epidemia de fiebre tifoidea), que en el 430 a. C. había matado a un tercio de los atenienses, y en su segunda aparición en el 429 a. C. había matado a Pericles.
- En Atenas, Sócrates acaba de volver de la batalla de Delio en el año 424 a. C..
- Eurípides estrena su tragedia Andrómaca.
- Los acarnienses, de Aristófanes.
- Los atenienses, al mando de Cleón, capturan a un ejército espartano en la isla de Esfacteria.
- Quinta invasión del Ática en el curso de la guerra del Peloponeso. Ocupación de Pilos, en el Peloponeso.

## Nacimientos
- Artajerjes III Oco, rey aqueménida (f. 338 a. C.)

## Fallecimientos
- Heródoto, historiador griego (n. 484 a. C.).